# Elefantprinsessan
Elefantprinsessan är en australiensisk tv-serie för ungdomar, från 2008. 
Serien handlar om Alexandra "Alex" Wilson, spelad av Emily Robins, som får veta att hon är prinsessa av Manjipoor och har magiska krafter. Hon har en elefant som heter Anala som hjälper henne att resa mellan olika världar, och en medhjälpare som heter Kuru.

## Skådespelare
- Emily Robins
- Miles Szanto
- Maddy Tyers
- Sebastian Gregory
- Richard Brancatisano
- Eka Darville
- Georgina Haig
- Damien Bodie
- Emelia Burns
- Liam Hemsworth
- Alexandra Park